# Yuneec

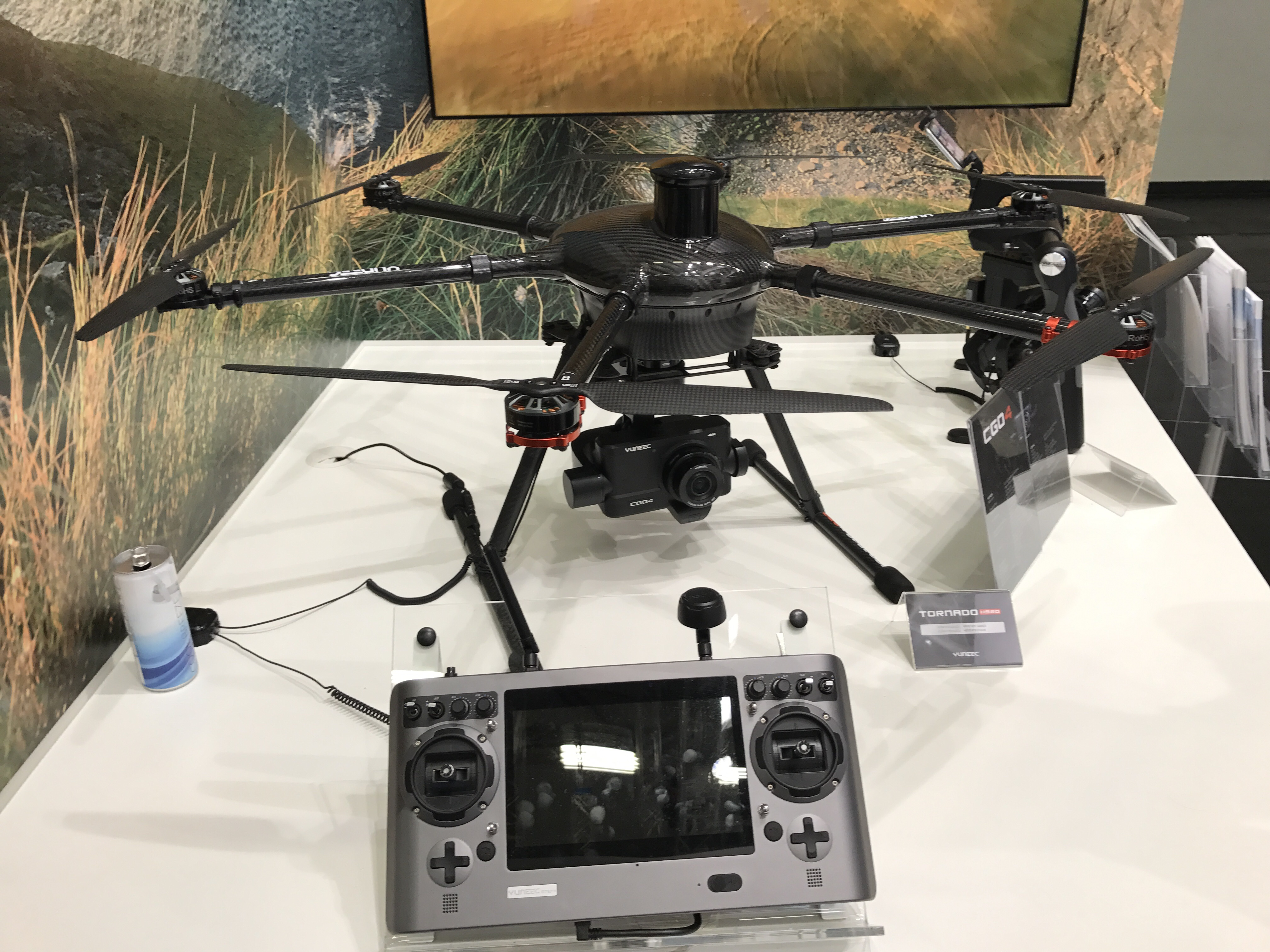
Yuneec Tornado Drohne

Yuneec International Electric Aviation ist ein chinesisches Unternehmen, das sich ursprünglich mit der Herstellung von Modellflugzeugen befasste. Seit einigen Jahren verlagerte sich der Betrieb hin zur Entwicklung und Produktion von Elektroantrieben für Luftfahrzeuge und elektrisch angetriebenen Leichtflugzeugen.
Die Eigentümer von Yuneec gründeten im Jahr 2013 die in Kalifornien ansässige Firma GreenWing International, die für Vermarktung, Verkauf und Betreuung der von Yuneec entwickelten Luftfahrzeuge zuständig ist. Formal liegen die Rechte an den entsprechenden Entwicklungsprogrammen weiterhin bei Yuneec.
2014 konnte mit dem Modell eSpyder die erste Musterzulassung für ein elektrisch angetriebenes Ultraleichtflugzeug in Deutschland erreicht werden, die Eintragung im Kennblatt erfolgte auf die Firma Yuneec International (China) Co., Ltd.

## Produkte
Die aktuelle Produktpalette von Yuneec umfasst folgende Produktreihen:
- Flugzeug- bzw. Hubschraubermodelle mit Elektroantrieb
- Multikopter für Luftaufnahmen
  - z. B. Yuneec Breeze 4K oder Yuneec Typhoon H
- Personal Electric Transporter
  - e-Go, ein elektrisch angetriebenes Skateboard
- Aufeinander abgestimmte Komponenten für elektrisch angetriebene Luftfahrzeuge:
  - Elektromotoren bis 60 kW
  - Akkumulatoren bzw. Akkumulatorpakete
  - Steuerungseinheiten
  - Ladegeräte
- Elektrisch angetriebene Leichtflugzeuge, angeboten werden aktuell folgende Muster:
  - Yuneec ePac: Ein Elektroantrieb für Gleitschirme
  - Yuneec eViva: Ein zweisitziger Motorsegler, dessen Entwicklung auf eine tschechisch-deutsche Kooperation zurückgeht
  - Yuneec e430: Ein zweisitziger Elektro-Motorsegler mit bis zu drei Stunden Flugzeit
  - Yuneec eSpyder: Ein Ultraleichtflugzeug in klassischer Rohr-Tuch-Bauweise, erstes in Deutschland musterzugelassenes elektrisch angetriebenes Ultraleichtflugzeug

## Entwicklung
Im Prototypenstadium befindet sich der nächste Entwicklungsschritt eines 4-sitzigen Flugzeugs mit der Bezeichnung e1000, das von zwei hintereinander über der Tragfläche angeordneten, jeweils 45 kW starken Elektromotoren angetrieben wird. Ziel ist es, eine Reichweite von etwa 480 km bei einer Reisegeschwindigkeit von etwa 175 km/h zu erreichen. Der Prototyp sollte an der EAA Electric Aircraft Competition beim Oshkosh AirVenture 2011 teilnehmen, verunglückte jedoch wenige Monate vorher durch Strukturversagen. Da dies in geringer Höhe auftrat, verunglückte der deutsche Testpilot Martin Wezel tödlich.

## Auszeichnungen
Das Modell e430 gewann den Lindbergh Electric Aircraft Prize 2010 in der Kategorie ‚Bestes Flugzeug mit Elektroantrieb‘. Der Preis ist mit 25.000,-- US-Dollar in drei Kategorien dotiert und wurde im Jahr 2010 das erste Mal vergeben.